# Spink, Irland
Spink är en ort i republiken Irland. Den ligger i grevskapet Offaly och provinsen Leinster, i den centrala delen av landet.